# Амбика
Амбика (санскр. अम्‍बिका, IAST: Ambikā) — героиня древнеиндийского эпоса «Махабхарата» (о ней рассказывается в Первой книге эпоса — Адипарве, гл. 99 — 101) и пуранической литературы индуизма, дочь царя Каши Кашьи и жена правителя Хастинапуры Вичитравирьи. Согласно Махабхарате вместе со своими сёстрами Амбой и Амбаликой, Амбика была выиграна на сваямваре старшим братом Вичитравирьи Бхишмой, который бросил вызов участвовавшим в сваямваре царевичам и сразившись с ними, одержал победу. Бхишма сделал это ради своего брата, который из-за своего юного возраста не имел шансов быть избранным в мужья молодыми царевнами.
Бхишма привёз для Вичитравирьи трёх царевен — Амбику, Амбу и Амбалику. Однако, Амба ранее уже отдала своё сердце Шалве, поэтому Вичитравирья женился только на двух из них — Амбике и Амбалике.
Вскоре после свадьбы Вичитравирья умер, не оставив после себя наследника. Тогда Сатьявати попросила Бхишму зачать сыновей в лонах Амбики и Амбалики. Бхишма, однако, не мог удовлетворить просьбу своей матери, так как ранее дал клятву держать пожизненный целибат. Тогда Сатьявати поручила исполнить эту роль своему незаконнорожденному сыну Вьясе, от которого Амбика родила Дхритараштру, а Амбалика — Панду. Описывается (Махабхарата, Книга Первая — Адипарва, гл. 101), что когда Вьяса пришёл к Амбике, та ужаснулась при виде уродливого отшельника и закрыла глаза, не открывая их в течение всего полового акта. По этой причине, её сын Дхритараштра родился слепым. После рождения Дхритараштры, когда Сатьявати попросила Вьясу зачать ещё одного сына от Амбики, Амбика вместо себя подослала мудрецу свою служанку, от которой родился Видура.